# Welvaart in ruime zin
In de economie wordt naast welvaart in ruime zin een beperkt begrip welvaart onderscheiden.
Welvaart is een van de kernbegrippen in de economie. Economie gaat over de behoeftebevrediging van mensen met behulp van schaarse alternatief aanwendbare middelen. Omdat de middelen eindig zijn en de behoeften oneindig, is er sprake van een spanning. De mate waarin deze spanning is opgeheven, wordt welvaart genoemd. Omdat de behoeften van mensen een subjectieve categorie zijn, is ook welvaart een subjectief begrip. Naast dit ruime subjectieve welvaartsbegrip worden als benadering beperkte welvaartsbegrippen gehanteerd, zoals bij de vergelijking tussen landen het bruto binnenlands product (bbp) of het bbp per inwoner.
Op microniveau gebruikt men wel de som van consumentensurplus en producentensurplus als benadering. De beperking van het bbp of het surplus als maatstaf is onder andere dat men dan alleen op geld waardeerbare zaken meetelt. Behoeften aan vrije tijd of een leefbaar milieu worden niet meegenomen. Het is van grote betekenis voor de discussie in de samenleving dat economen het ruime welvaartsbegrip hanteren en zich niet beperken tot op geld waardeerbare zaken. In het laatste geval dreigt een onvruchtbare discussie tussen economen en ecologen, terwijl juist economen open zouden moeten staan voor de subjectieve overwegingen van de individuele burgers.
Een voorbeeld: wie een eng materieel welvaartsbegrip hanteert, zal zonder meer zeggen dat uitbreiding van een luchthaven de welvaart vergroot. Omdat immers de toename van het personen- en vrachtverkeer en de werkgelegenheid ruimschoots het teruglopen van de waarde van de omliggende huizen zal overtreffen. Dan wordt evenwel voorbijgegaan aan de negatieve effecten van geluidhinder, landschapvervuiling, stress enzovoort bij omwonenden. Men kan vervolgens proberen deze effecten in euro's uit te drukken, maar dit zal een benadering blijven van het feitelijk effect op de behoeftenbevrediging van de betrokken subjecten.